# Sint-Jan Baptistkerk (Wingene)

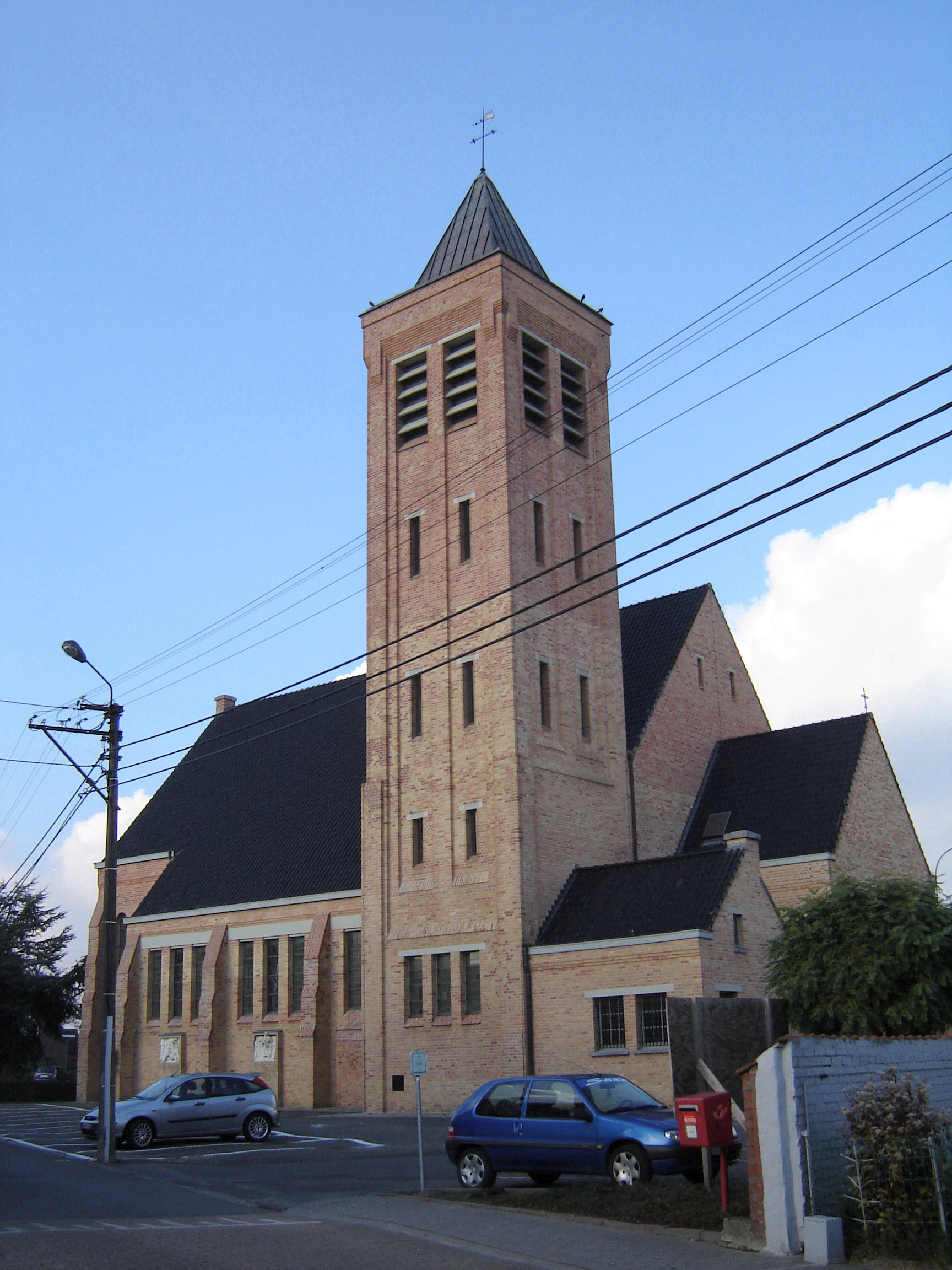
Sint-Jan Baptistkerk

De Sint-Jan Baptistkerk is de parochiekerk van de tot de West-Vlaamse gemeente Wingene behorende plaats Sint-Jan, gelegen aan de Keukelstraat.

## Geschiedenis
De parochie van Sint-Jan werd als hulpparochie van die van Wingene gesticht in 1913. De kerkdiensten werden in de kloosterkapel van Sint-Jan gehouden. die echter door de Duitse bezetter tijdens de Eerste Wereldoorlog moest worden verlaten. Men kerkte sindsdien in de kapel van de jongensschool, die nog werd uitgebreid. In 1937 kwam de definitieve kerk gereed, ontworpen door Verstraete uit Izegem.

## Gebouw
Het betreft een driebeukig bakstenen kerkgebouw onder zadeldak met een half ingebouwde toren aan de noordwestzijde. Het kerkmeubilair is 20e-eeuws.
Bovenop de kerk staat geen haan als windwijzer, zoals gebruikelijk is, maar een lam. De patroonheilige van de kerk, Sint-Johannes-de-Doper, wordt bijna steeds afgebeeld met een lam in zijn nabijheid.
Dit ongebruikelijk item maakte het voorwerp uit van "Radio2 mysteries" in de week van 26 juli 2021, waarbij de (West-Vlaamse) luisteraars naar hun medewerking werd gevraagd om dit "mysterie" op te lossen.